# Вест-Рокгілл Тауншип (округ Бакс, Пенсільванія)
Вест-Рокгілл Тауншип (англ. West Rockhill Township) — селище (англ. township) в США, в окрузі Бакс штату Пенсільванія. Населення — 5439 осіб (2020).

### Клімат
| Клімат : Вест-Рокгілл Тауншип | Клімат : Вест-Рокгілл Тауншип | Клімат : Вест-Рокгілл Тауншип | Клімат : Вест-Рокгілл Тауншип | Клімат : Вест-Рокгілл Тауншип | Клімат : Вест-Рокгілл Тауншип | Клімат : Вест-Рокгілл Тауншип | Клімат : Вест-Рокгілл Тауншип | Клімат : Вест-Рокгілл Тауншип | Клімат : Вест-Рокгілл Тауншип | Клімат : Вест-Рокгілл Тауншип | Клімат : Вест-Рокгілл Тауншип | Клімат : Вест-Рокгілл Тауншип | Клімат : Вест-Рокгілл Тауншип |
| Показник                      | Січ.                          | Лют.                          | Бер.                          | Квіт.                         | Трав.                         | Черв.                         | Лип.                          | Серп.                         | Вер.                          | Жовт.                         | Лист.                         | Груд.                         | Рік                           |
| Середній максимум, °C         | 3,3                           | 5,1                           | 9,8                           | 16,6                          | 22,2                          | 26,9                          | 29,2                          | 28,3                          | 24,4                          | 18,0                          | 11,9                          | 5,6                           | 16,8                          |
| Середня температура, °C       | −1,6                          | −0,1                          | 4,2                           | 10,3                          | 15,7                          | 20,7                          | 23,2                          | 22,3                          | 18,2                          | 11,8                          | 6,4                           | 0,9                           | 11,1                          |
| Середній мінімум, °C          | −6,3                          | −5,2                          | −1,4                          | 3,9                           | 9,2                           | 14,6                          | 17,2                          | 16,4                          | 12,0                          | 5,6                           | 0,9                           | −3,8                          | 5,3                           |
| Норма опадів, мм              | 88                            | 72                            | 98                            | 104                           | 110                           | 111                           | 121                           | 99                            | 116                           | 110                           | 95                            | 101                           | 1224                          |
| Вологість повітря, %          | 68.7                          | 65.4                          | 60.9                          | 59.5                          | 63.6                          | 69.5                          | 69.3                          | 72.1                          | 72.9                          | 71.4                          | 70.7                          | 70.7                          | 67.9                          |
| ----------------------------- | ----------------------------- | ----------------------------- | ----------------------------- | ----------------------------- | ----------------------------- | ----------------------------- | ----------------------------- | ----------------------------- | ----------------------------- | ----------------------------- | ----------------------------- | ----------------------------- | ----------------------------- |
| Джерело: PRISM Climate Group  |                               |                               |                               |                               |                               |                               |                               |                               |                               |                               |                               |                               |                               |

## Демографія
Згідно з переписом 2010 року, у селищі мешкало 5256 осіб у 2141 домогосподарстві у складі 1401 родини. Було 2267 помешкань
Расовий склад населення:
| - 96,1 % — білих - 1,4 % — азіатів - 1,1 % — чорних або афроамериканців - 0,2 % — корінних американців |

До двох чи більше рас належало 0,9 %. Частка іспаномовних становила 1,4 % від усіх жителів.
За віковим діапазоном населення розподілялося таким чином: 20,3 % — особи молодші 18 років, 55,2 % — особи у віці 18—64 років, 24,5 % — особи у віці 65 років та старші. Медіана віку мешканця становила 47,4 року. На 100 осіб жіночої статі у селищі припадало 92,4 чоловіків;  на 100 жінок у віці від 18 років та старших — 89,3 чоловіків також старших 18 років.
Середній дохід на одне домашнє господарство  становив 78 733 долари США (медіана — 61 923), а середній дохід на одну сім'ю — 105 319 доларів (медіана — 95 000). Медіана доходів становила 55 944 долари для чоловіків та 61 141 долар для жінок. За межею бідності перебувало 7,8 % осіб, у тому числі 3,0 % дітей у віці до 18 років та 14,8 % осіб у віці 65 років та старших.
Цивільне працевлаштоване населення становило 2465 осіб. Основні галузі зайнятості: освіта, охорона здоров'я та соціальна допомога — 26,5 %, науковці, спеціалісти, менеджери — 13,9 %, будівництво — 12,0 %, виробництво — 10,8 %.